# 神戸蘭子
神戸 蘭子（かんべ らんこ、1982年4月14日 - ）は、日本のファッションモデル、タレント、歌手。既婚。2児の母。文化女子大学卒業。
宮崎県出身。宮崎県から上京し、19歳の時に渋谷で女性ファッション誌『JJ』のスタッフに声をかけられて読者モデルとなった。主に『JJ』のSサイズモデルとして活躍。
大学を卒業後、アパレル会社に就職、商品の宣伝になるという理由で、会社公認で読者モデルを続けていたが、プレッシャーで体調を崩し退職、その後フリーで2年間読者モデルを続けた。
2008年に芸能事務所にスカウトされ、テレビ番組へ出演したのを皮切りにタレントとしても人気となり、レギュラー番組出演、ヘキサゴンユニット『里田まい with 合田家族』でのCDデビュー、エッセイ本出版などもしていた。

## 来歴
- 1982年4月14日[5]、長崎県で生まれる。その後、宮崎県宮崎市にて育つ。
- 1989年4月、宮崎大学教育学部附属小学校に入学。
- 1995年3月、宮崎大学教育学部附属小学校を卒業後、宮崎大学教育学部附属中学校に入学。
- 1998年3月、宮崎大学教育学部附属中学校を卒業後、宮崎県立宮崎大宮高等学校に入学。
- 2001年3月、宮崎県立宮崎大宮高等学校を卒業後、上京。
- 同年4月、文化女子大学服装学部服装造形学科に入学。入学してすぐの頃に渋谷109へ行く途中で『JJ』に読者モデルとしてスカウトされる[6]。JJ以外の雑誌にも出ており、メイクやヘアのページに登場することが多かった。
- 2003年2月、大学を卒業するタイミングで、「ファッション企画のモデルに」との話を貰う。（背が小さくてもバランスよく見せる）Sサイズの企画としての採用だった。
- 2005年4月、文化女子大学服装学部服装造形学科を卒業後、当時好きだったアパレルブランドに就職。プレスやショップ店員、デザインを担当して働きながらモデルとしての活動は兼ねて継続。
- 2006年、業務の多忙により体調を崩し、約1年でアパレルメーカーを退職[7]。その後、別のアパレル系の会社で働いて服づくりの勉強をしていた。
- 2008年、芸能事務所（アーティストハウス・ピラミッド）にスカウトされ、「熱血!平成教育学院」への出演を皮切りにタレント活動を始める。
- 2009年6月17日、ヘキサゴンユニット『里田まい with 合田家族』としてCDデビューする。
- 2010年1月、TBSの連続ドラマ『ヤマトナデシコ七変化』で、笠原乃依役としてドラマデビューする。
- 2011年、マルイの小さいサイズコレクション『CrystalSylph（クリスタルシルフ）』のモデルとして活躍。
- 2013年6月、所属事務所との契約期間が満期となったが、更新せずに契約終了。事務所を辞めるきっかけの1つは体調を崩したことだった。メンタルと体が大事であると考え、1回仕事をリセットすることにしたという。
- 2013年7月24日、ファッション誌JJの専属モデル卒業をブログで発表。
- 2014年1月1日、スタイリストの男性と結婚[8][9]。
- 2014年5月15日、結婚をブログで発表。6月にハワイで挙式。
- 2016年3月3日、第1子妊娠を報告[10]。
- 2016年5月14日、第1子出産を発表。後に性別が男児だと判明する。
- 2018年11月18日、第2子妊娠を報告[11]。
- 2019年3月20日、多嚢胞性卵巣症候群[12]を乗り越えて第2子出産を報告[13]。

## 人物
- 名前は、キャンディーズのファンであった父親が伊藤蘭からとったものと、『HEY!HEY!HEY! MUSIC CHAMP』（2009年5月18日放送、フジテレビ）で明かしている。
- 座右の銘は 『いつも明るく、元気に、笑顔で』。

## 趣味・嗜好
- 趣味はゴルフ、バレエ、裁縫。子供の頃から趣味だった裁縫では、自分の服作り、友達の服のリフォーム、愛犬の服作りなど多彩にこなす。
- 3歳の頃からモダンバレエを習っていたため体が柔らかく、今でもスプリッツ（前後開脚、左右開脚共）をすることができる。
- 動物が大好き。愛犬はロングチワワの「チロル」（6歳（2009年現在）・メス）。愛称は「チロちゃん」。
- ゲーム好き。ニンテンドーDS、PSP、ノートパソコンは移動時の必需品。
- 食べ物ではお肉が大好物。友達との食事でリクエストを聞かれるといつも「焼き肉」と答えてしまうほど。
- プロ野球は大の読売ジャイアンツファンで、球場での観戦も趣味の一つ。日本ハムに移籍前の二岡智宏内野手のファンだったが、現在は鈴木尚広外野手のファンである。また、自分の名前（「RANRAN」、背番号12）を入れたジャイアンツ風デザインのユニフォームと、鈴木外野手のサインボールは宝物の1つである（ユニフォームは、2009年8月13日放送の『スペシャルギフト』（日本テレビ）で仲良しのJJモデル土岐田麗子を野球観戦に招待した際に、自身でデザインしたもの。土岐田のもの（「TOKKY」、背番号15）もデザインし、ギフトとしてプレゼントした）。
- 新しい家に住んで以来は、リフォームにはまっているとのこと[14]。

## エピソード
- 『JJ』2003年3月号にて、2回目の読者モデル掲載ながら、バストアップのカットに抜擢される。2004年12月号にて、見開きで特集を組まれる。
- アニメ声とも取れる高い声と時々舌っ足らず的な喋り方になるのが特徴的で、テレビ番組に出るようになって周りから「変」と言われるまでは特徴があると自分では思っていなかった。このためか、テレビ番組への出始めの頃はぶりっこキャラとして扱われることも多かった。これについて本人は「すっごく誤解されやすいんです。作ってると思われちゃう。撮影の時に、ぶりっこポーズお願いします、とか。」と話している[15]。
- 特に笑っているときの表情やアングルによってはスザンヌに非常に似ていることがあり、実際に街角で通行人からスザンヌと間違えられて声を掛けられたことがある[16]。また、『ラジかるッ』にゲスト出演した際に「第二のスザンヌ」と呼ばれた。
- 父親は歯科診療所を経営している[17]。

### クイズ番組に関すること
- クイズ番組『クイズ!ヘキサゴンII』から生まれたユニット、『里田まい with 合田兄妹』の新メンバーとして2009年3月11日放送分から出演していたが、上述のキャラ的な要因からか、同じメンバーのmisonoからは当初、いぶかる目で見られていた。
- クイズ番組『クイズ!ヘキサゴンII』の予選ペーパーテスト・街角予想では当初、下位に予想される事が多かったが、実績としてはそれほど悪い成績は残していない。2009年6月24日放送分では予選ペーパーテストで33点という高得点を取り（順位は4位）、リズムにのせて!古今東西クイズでは（直前の回答者が誤答というミスであったものの）最後まで残り、高学歴の崎本大海を唸らせるほどの勝利であった。また、番組出演から半年を経た2009年10月頃からは、予選ペーパーテストの街角予想、実績とも、ほぼ10位以内、21人以上なら15位以内をキープしていた。しかし、2011年1月19日の放送を以てヘキサゴン関連全てから降板し、途中参加した『里田まい with 合田兄妹』も脱退。紳助引退後のヘキサゴンアルバムやコンサートにも参加はしなかった。

- クイズ番組『オールスター感謝祭 超豪華!クイズ決定版』（2009年10月3日放送、TBS）では、個人総合成績で10位（女性では最上位）の成績を残している。

## 過去の活動内容

### モデル
- 女性ファッション誌『JJ』、Sサイズモデル。（2001-2013年）2009年からはビューティーページ、ファッションページのモデルとしても起用
- マルイ『CrystalSylph（クリスタルシルフ）』（小さいサイズコレクション）
- 神戸コレクション (2009 A/W - )
- 東京ガールズコレクション (2010 S/S - )
- 東京ランウェイ (2012 S/S - )[18]

### テレビ番組
- LOVE☆GOL（時期不明〈GIRLS GOLF CLUB最終回の翌週〉 - サンテレビ/スカイ・A Sports+） ※GIRLS GOLF CLUBの後継番組

過去のレギュラー出演
- おもいッきりDON! （2009年4月2日 - 10月1日、日本テレビ） ※木曜日パネリスト（全編出演）
- おもいッきりDON!第1部　おもいッきりPON! （2009年10月8日 - 2010年3月25日、日本テレビ） ※木曜日 パネリスト
- クイズ!ヘキサゴンII （2009年3月11日 - 2011年1月19日、フジテレビ）
- PON! （2010年4月1日 - 2012年3月、日本テレビ） ※木曜日 「Sサイズモデル」枠 パネリスト
- バナナマンの神アプリ@ （2011年2月2日 - 2011年12月25日、テレビ東京）
- GIRLS GOLF CIRCLE（2011年4月6日 - 9月28日、サンテレビ）
- GIRLS GOLF CLUB（2012年4月4日 - 時期不明、サンテレビ/スカイ・A Sports+） ※GIRLS GOLF CIRCLEの後継番組
- 「快適!Amazon生活」1ヶ月ココだけで買物するとどうなる?（2013年3月4日 - 3月25日、テレビ東京）
- オードリーの神アプリ@新世紀-UP DATE- （2012年7月3日 - 2013年3月26日、テレビ東京）
- ソルエユニーク〜キラリ☆こだわり〜（2013年4月 - 9月、関西テレビ）＊関西ローカル
- RANKO&MAYUのお騒がせPOLICE（2014年11月14日 - 2015年3月27日、関西テレビ）

ドラマ
- ヤマトナデシコ七変化 （2010年1月 - 3月、TBS） - 笠原乃依 役
- LOVE☆GOL（時期不明(GIRLS GOLF CLUB最終回の翌週） - サンテレビ/スカイ・A Sports+） ※GIRLS GOLF CLUBの後継番組
- 『バクホウ』（2021年2月26日、TBS）

### PV
- プリンセスコレクション

### 広告
- カルピス株式会社 「ストロングルト」広告キャラクター（2010年3月 - ）

### その他
- NTTドコモ ドコモマーケットコンテンツ「僕のカノジョは神戸蘭子」（2010年4月 - 5月）

## 受賞歴
- ヘアーカラーリングアワード2010 女性タレント部門 ※ホーユー主催

## 作品

### 写真集
- Radiance （2010年6月29日、彩文館出版） ISBN 978-4-7756-0482-3

### 書籍
- 「エス。」（神戸蘭子フォトエッセイ） （2009年4月23日、ゴマブックス） ISBN 9784777113088

### DVD
- Rugiada （2010年6月25日、イーネット・フロンティア）

### 雑誌
- CLASSY.（光文社） 読者モデル時代
- CanCam（小学館） 読者モデル時代
- Ray（主婦の友社） 読者モデル時代
- Selfまとめ髪バイブル キリリとふわり（2008年6月、晋遊舎） ISBN 9784883807802
- Gザテレビジョン Vol.15（2009年7月、角川マーケティング） ISBN 9784048950558
- たまごクラブ2019年4月号（2019年3月15日、ベネッセコーポレーション） 表紙・インタビュー　[19]

### CD
- 「I Believe 〜夢を叶える魔法の言葉〜/Don't leave me」 南明奈のスーパーマイルドセブン/里田まい with 合田家族（2009年6月17日、YOSHIMOTO R and C）[20]
- 「WE LOVE ヘキサゴン2009」 ヘキサゴンオールスターズ（2009年10月21日、ポニーキャニオン）[21]
- 「里田まい with 合田家族」 里田まい with 合田家族（2009年12月9日、YOSHIMOTO R and C）[22]

### DVD
- 「JJ」 2008年6月号 ※付録DVD「自分de巻き髪」へも出演。
- 「Selfまとめ髪バイブル キリリとふわり」 ※雑誌欄に記載するものと同。付録DVDへも出演。
- 「Gザテレビジョン」 Vol.15 ※雑誌欄に記載するものと同。付録DVD「おもいッきりDON! 密着スペシャル」へも出演。
- 「I Believe 〜夢を叶える魔法の言葉〜/Don't leave me」 南明奈のスーパーマイルドセブン/里田まい with 合田家族（2009年6月17日、YOSHIMOTO R and C）※CD欄に記載するものと同。DVDへも出演。
- 「里田まい with 合田家族」 里田まい with 合田家族（2009年12月9日、YOSHIMOTO R and C）※CD欄に記載するものと同。初回版A、初回版BのDVDへも出演。
- 「ヘキサゴンファミリーコンサート WE LIVE♥ヘキサゴン2009」 ヘキサゴンオールスターズ（2010年1月27日、ポニーキャニオン）
- 「クイズ!ヘキサゴンII 2009合宿スペシャル」 ヘキサゴンオールスターズ（2010年3月24日、YOSHIMOTO R and C）
- 「たったこれだけ！神戸蘭子が教える基本のバレエ・ダイエット」（2015年1月23日、リバプール）